# Proterospastis sarobiella
Proterospastis sarobiella är en fjärilsart som beskrevs av Petersen 1959. Proterospastis sarobiella ingår i släktet Proterospastis och familjen äkta malar.
Artens utbredningsområde är Afghanistan. Inga underarter finns listade i Catalogue of Life.